# Хагенбюхах-Вильгельмсдорф
Хагенбюхах-Вильгельмсдорф (нем. 	Hagenbüchach-Wilhelmsdorf	, произношениео файле) — административное сообщество (нем. Verwaltungsgemeinschaft) в Германии, в восточной части района Нойштадт-ан-дер-Айш-Бад-Виндсхайм правительственного округа Средняя Франкония Республики Бавария. Административное сообщество состоит из двух сельских общин-полуанклавов, отделённых друг от друга территорией ярмарочной общины Эмскирхен. Расстояние между общинами — 6,79 км.

## Общие сведения
Администрация по управлению сообществом расположена в Вильгельмсдорфе:
- 91489 Вильгельмсдорф, Гугеноттенплац, 8 (нем. Hugenottenplatz 8, 91489 Wilhelmsdorf);
- председатель административного сообщества Давид Шнайдер (община Хагенбюхах);
- зам. председателя административного сообщества Вернер Фридрих (община Вильгельмсдорф);
- географические координаты 49°33′49″ с. ш. 10°44′13″ в. д.HGЯO
- коды автомобильных номеров — NEA, SEF, UFF

## Этимология
Название административного сообщества происходит от ойконимов и топонимов входящих в его состав пфаррдорфов, а заодно и политических общин Баварии — Хагенбюхах и Вильгельмсдорф.

## География
Административное сообщество расположено к востоку от административного центра района города Нойштадт-ан-дер-Айш и состоит из двух полуанклавов — северного (община Вильгельмсдорф) и южного (община Хагенбюхах). Община Вильгельмсдорф со всех сторон окружена муниципалитетами Эмскирхен и с северо-восточной стороны — Оберрайхенбах (район Эрланген-Хёхштадт). Община Хагенбюхах со всех сторон окружена муниципалитетами Эмскирхен и с юга и юго-западной стороны — Лангенценн (район Фюрт).
| Эмскирхен Эмскирхен  | Эмскирхен Эмскирхен  | Оберрайхенбах Эмскирхен        |
| Эмскирхен Эмскирхен  | Компас               | Эмскирхен Эмскирхен            |
| Эмскирхен Лангенценн | Эмскирхен Лангенценн | Эмскирхен Хагенбюхах Эмскирхен |

## Территория и население
| Локальный ключ VB | Общины (муниципалитеты) | Территория, га (31.12.2015) | Население (оценка на 31.12.2015), чел. | Плотность, чел./км² | Землеобес- печенность, м²/чел. |
| 5520              | Сообщество в целом      | 1930,67                     | 2851                                   | 147,67              | 6771,9                         |

| 09 575 181 | Вильгельмсдорф | 780,51 | 1482 | 189,88 | 5266,60 |

| 09 575 129 | Хагенбюхах | 1150,16 | 1369 | 119,03 | 8401,46 |

## История

### Сообщество
До создания данного административного сообщества политические общины Вильгельмсдорф и Хагенбюхах входили в состав административного сообщества Эмскирхен. После того, как политическая община Эмскирхен 31 декабря 2006 года выбыла из состава предыдущего административного сообщества Эмскирхен, администрации муниципалитетов Вильгельмсдорф и Хагенбюхах основали 1 января 2007 года в качестве правопреемника настоящее сообщество путём слияния двух соседних муниципальных образований, которые при этом сохранили свою полную независимость (автономность).
Данное сообщество является государственной корпорацией и выполняет публичную функцию в соответствии с действующим законодательством и служит для улучшения и укрепления административной власти своих членов.
Административные решения принимаются путём проведения общих собраний представителей муниципалитетов. Должность председателя (нем. Vorsitzende) сообщества занимает один из бургомистров, входящих в его состав политических общин. В офисе сообщества производится вся текущая административная работа, необходимая для функционирования муниципалитетов в пределах своих полномочий в соответствии с инструкциями.
Штаб-квартира административного сообщества Хагенбюхах-Вильгельмсдорф располагается в здании муниципалитета Вильгельмсдорфа, но всё больше услуг предоставляет и ратуша в Хагенбюхахе. Поэтому, особенность данного сообщества заключается в том, что граждане из Хагенбюхаха в Вильгельмсдорфе и граждане из Вильгельмсдорфа в Хагенбюхахе могут воспользоваться услугами, предоставляемые сообществом, в равной степени.
В настоящее время контактная группа сообщества оказывает населению и предпринимателям 305 видов всевозможных услуг..
Общины сообщества также входят в муниципальный альянс Аурах-Ценн, созданный 5 марта 2009 года по инициативе Управления по развитию сельских районов Средней Франконии (нем. Amt für ländliche Entwicklung Mittelfranken). В состав данного альянса также входят политическая община Траутскирхен и ярмарочные общины Маркт-Эрльбах, Нойхоф-ан-дер-Ценн, Обернценн и Эмскирхен.

### Властные и судебные структуры
Контроль за соблюдением законодательства на территории сообщества осуществляют 36 властных и судебных структур Баварии, включая районное управление. Ближайшая полицейская инспекция располагается в городе Нойштадт-ан-дер-Айш.

## Экономика

#### Транспорт
- Автодороги[10][19]
  - Шоссе:
    - дорога федерального значения Bundesstraße B8 Эммерих—Пассау (участок Нюрнберг—Вюрцбург);
    - дорога республиканского значения Staatsstraße St 2244 Ансбах—Херцогенаурах (автобусная остановка «пустырь Штадельхоф» (нем. Einöde Stadelhof), южнее Вильгельмсдорфа на маршруте 201 Эрланген—Нойштадт-ан-дер-Айш и Хагенбюхах-Вильгельмсдорф);
    - за пределами сообщества дорога республиканского значения Staatsstraße St 2414 Эмскирхен—Даксбах ведёт к дороге федерального значения Bundesstraße B470 Райхельсхофен—Вайден.
- Железнодорожный транспорт (нем. Deutsche Bahn)[10][19]
  - Железнодорожные станции (дистанция пути Нюрнберг-Вюрцбург-Франкфурт):
    - Эмскирхен (расположена за пределами сообщества, в 3 км от пфаррдорфа Вильгельмсдорф)[20];
    - Хагенбюхах (H=383 м[21]).
- Воздушный транспорт
  -  Ближайший международный аэропорт — Альбрехт Дюрер (Нюрнберг);
  -  Местные аэропорты[нем.]: Бад-Виндсхайм (община Иллесхайм) и Нойштадт-ан-дер-Айш.

#### Связь
| Почтовые индексы | Почтовые индексы |
| Община           | Почтовый индекс  |
| ---------------- | ---------------- |
| Вильгельмсдорф   | 91489            |
| Хагенбюхах       | 91469            |

| Телефонные коды | Телефонные коды |
| Община          | Телефонный код  |
| --------------- | --------------- |
| Вильгельмсдорф  | +49 (0)9104     |
| Хагенбюхах      | +49 (0)9101     |

## Политика

### Совет
Совет сообщества состоит из шести членов, по три от каждой политической общины. Председателем сообщества является бургомистр политической общины Хагенбюхах, зам. председателя — бургомистр политической общины Вильгельмсдорф.

### Символика
- Вильгельмсдорф[28]
- Хагенбюхах[29]

## Религия

### Конфессиональные сообщества
Евангелическая церковь Германии
На территории сообщества располагаются два протестантских церковных прихода деканата Нойштадт-ан-дер-Айш церковного региона Нюрнберг Евангелическо-лютеранской церкви Баварии, расположенных в пфаррдорфах Вильгельмсдорф (Kirchgasse, 91489 Wilhelmsdorf) и Хагенбюхах (Hauptstraße 7, 91469 Hagenbüchach).
Римско-католическая церковь Германии
Католических приходов на территории сообщества нет. Католиков сообщества обслуживают следующие приходы архиепархии Бамберга католической церкви Германии:
- приход, расположенный в городе Нойштадт-ан-дер-Айш (VI регион, деканат 21: Нойштадт-ан-дер-Айш, Церковь святого Иоанна Крестителя (нем.). www.pfarrei-neustadt-aisch.de. Дата обращения: 17 апреля 2020.)[35][36][37][38], обслуживает прихожан общины Вильгельмсдорф; филиал прихода располагается в Эмскирхене (дочерняя церковь Богородицы);[39][40]
- приход, расположенный в Лангенценне (V регион, деканат 17: Фюрт, Церковь святой Марии (нем.). www.eo-bamberg.de. Дата обращения: 17 апреля 2020.)[41][42], обслуживает прихожан общины Хагенбюхах.[43]

### Культовые здания и сооружения
- Вильгельмсдорф
- Хагенбюхах